# Максимов, Константин Александрович
Константин Александрович Максимов (29 апреля 1917, станция Лозовая, Харьковская губерния — 23 января 2007, Алматы, Республика Казахстан) — советский военный деятель, политработник, член Военного совета — начальник Политуправления Центральной группы войск, генерал-лейтенант. Депутат Верховного Совета УССР 9-го созыва.

## Биография
В 1939 году окончил исторический факультет Харьковского педагогического института, работал преподавателем педагогической школы в городе Лозовая Харьковской области.
В Красной Армии с октября 1939 года.
Участник Великой Отечественной войны с 1941 года. Служил командиром пулеметного расчета, командиром взвода, командиром роты, ответственным секретарем бюро ВЛКСМ мотострелкового полка, комиссаром батальона, помощником начальника политотдела 16-го гвардейского стрелкового корпуса по работе среди комсомольцев. Воевал на Западном, 3-м Белорусском фронтах.
Член ВКП(б) с 1942 года.
После войны продолжил службу на политической работе в Советской Армии.
Занимал ответственные должности в политических управлениях Северо-Кавказского, Туркестанского военных округов. Служил заместителем командира полка, заместителем командира дивизии, заместителем командира корпуса по политической работе.
В 1965—1969 г. — заместитель начальника Политуправления Туркестанского военного округа.
В 1969—1973 г. — член Военного совета — начальник Политуправления Среднеазиатского военного округа.
В 1973 — декабре 1979 г. — член Военного совета — начальник Политуправления Центральной группы войск (Чехословакия).
С декабря 1979 — в отставке.
Работал заместителем председателя Партийной комиссии при ЦК КП Казахстана.
Проживал в городе Алматы.
Скончался 23 января 2007 года, похоронен на Центральном кладбище Алматы.

### Семья
Жена — Максимова Тамара Александровна (23.04.1924 г.р.), участница Великой Отечественной войны 1941—1945 годов.

## Звание
- заместитель политрука
- политрук
- майор
- генерал-майор
- генерал-лейтенант

## Награды
- два ордена Красного Знамени (28.1.1942;)
- три ордена Красной Звезды (19.04.1942;)
- орден Отечественной войны 1-й ст.
- орден Отечественной войны 2-й ст. (1944)
- орден «За службу Родине в Вооруженных Силах СССР» 3-й ст.
- ордена
- медали

## Отзывы о деятельности
Отлично справлялся в те годы со своими обязанностями и член Военного совета начальник политуправления округа генерал-лейтенант К. А. Максимов. Константин Александрович был талантливым организатором воспитательной работы. Под его непосредственным руководством округ за несколько лет вышел на самые передовые позиции по уровню боевой и политической подготовки.